# جين ألين (موسيقي)
جين ألين (بالإنجليزية: Gene Allen)‏ هو موسيقي أمريكي، ولد في 5 ديسمبر 1928 في شيكاغو في الولايات المتحدة، وتوفي في 14 فبراير 2008.

## وصلات خارجية
- جين ألين على موقع ميوزك برينز (الإنجليزية)
- جين ألين على موقع أول ميوزيك (الإنجليزية)
- جين ألين على موقع ديسكوغز (الإنجليزية)